# Petronlampi
Petronlampi är en sjö i kommunen Joensuu i landskapet Norra Karelen i Finland. Sjön ligger 121,8 meter över havet. Den är 4,6 meter djup. Arean är 53 hektar och strandlinjen är 3,59 kilometer lång. Sjön  ingår i Vuoksens huvudavrinningsområde.   Den ligger omkring 48 kilometer nordöst om Joensuu och omkring 420 kilometer nordöst om Helsingfors. 